# بلیلا (جرش)
بلیلا (به عربی: بلیلا) یک منطقهٔ مسکونی در اردن است که در استان جرش واقع شده‌است. بلیلا ۱۲٬۰۰۰ نفر جمعیت دارد.